# 2-メチルインドール
2-メチルインドール(2-methylindole)またはメチルケトール(methylketol)は中程度の毒性と若干の引火性のある有機化合物である。白色の固体であるが、時間が経過すると茶色に変わる。化学式はC9H9Nと表される。
染料、顔料、蛍光染料および医薬品の合成に用いられる。